# 대야수도
대야수도(大也水道)는 전라남도 신안군 하의면 대야도와 능산도 사이에 있는 수도이다.

## 해양지명
- 제정 해양지명 : 대야수도[1]
- 대표위치(WGS-84) : 34°38´20.4˝N, 125°59´11.6˝E
- 범위 : 전남 신안군 하의면 대야도와 능산도 사이 길이 약 4.5 km, 폭 약 1-3km의 수도